# Stamnodes elwesi
Stamnodes elwesi là một loài bướm đêm trong họ Geometridae.